# 쾨니히스베르크의 다리 문제

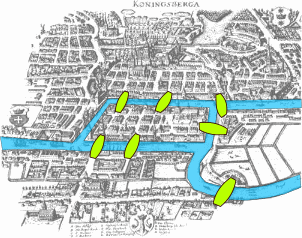
오일러 시절 쾨니히스베르크의 지도. 프레겔강과 일곱 다리는 색으로 구분하였음.

쾨니히스베르크의 다리 문제는 프로이센의 쾨니히스베르크(지금의 러시아 칼리닌그라드)에 있는 7개의 다리에 관련된 문제이다. 쾨니히스베르크에는 프레겔강이 흐르고 있고, 이 강에는 두 개의 큰 섬이 있다. 그리고 이 섬들과 도시의 나머지 부분을 연결하는 7개의 다리가 있다. 이때 7개의 다리들을 한 번만 건너면서 처음 시작한 위치로 돌아오는 길이 있는가 하는 것이 문제이다. 1735년에 레온하르트 오일러가 이것이 불가능하다는 것을 증명했다.

## 같이 보기
- 오일러 경로